# Submersão (matemática)
Em matemática, uma submersão é uma função diferenciável entre variedades diferenciáveis cuja derivada é sobrejetora em todos os pontos.
Explicitamente, {\displaystyle f:M\rightarrow N} é uma submersão se
{\displaystyle D_{p}f:T_{p}M\to T_{f(p)}N\,}
é uma aplicação sobrejetora em todo ponto {\displaystyle p} de {\displaystyle M} (onde a notação {\displaystyle T_{p}X} representa o espaço tangente de {\displaystyle X} no ponto {\displaystyle p}). Equivalentemente, {\displaystyle f} é uma submersão se ela possui posto constante igual à dimensão de {\displaystyle N}:
{\displaystyle \operatorname {rank} \,f=\dim N.}
Não é preciso que a função {\displaystyle f} propriamente dita seja sobrejetora, somente sua derivada.